# 鳥羽中央公園
鳥羽中央公園（とばちゅうおうこうえん）は、三重県鳥羽市大明東町4番8号にある、鳥羽市が所有する運動公園である。指定管理者は財団法人鳥羽武道振興会。
体育館をメインに、野球場・武道館・テニスコートなどからなる。プールを除き、月曜日は休園する。

## 施設

### 体育館
正式名は鳥羽市民体育館（とばしみんたいいくかん）。鳥羽中央公園全体の管理事務機能を兼ねる。1973年建築の旧体育館が老朽化したため増改築され2020年（令和2年）に完成した。
- メインアリーナ
  - 地上2階建て、鉄筋コンクリート造[1]
  - 延べ床面積:3,133m2[1]
  - 観客席:596席[1]
  - バレーボール（2面）・バドミントン（6面）・バスケットボール（2面）、卓球用コート
  - 付帯施設:会議室（1階）[1]
- サブアリーナ
  - 地上2階建て、鉄骨造[1]
  - 延べ床面積:2,149m2[1]
  - 舞台、バレーボール（1面）・バドミントン（2面）用コート
  - 観客席（可動式観客席）:352席[1]
  - 付帯施設:トレーニングルーム（2階）[1]

### 野球場
正式名は鳥羽中央公園野球場（とばちゅうおうこうえんやきゅうじょう）。軟式野球専用で、硬式野球には使用できない。鳥羽市民大運動会の会場となる。
- 開館時間：午前9時から午後9時まで（JST）
- グラウンド
  - 面積:10,028m2
  - 両翼:91.5m
  - 中堅:118.9m
- 照明塔:4基（ただし、4月から10月のみ使用）

### 武道館
正式名は鳥羽市武道館（とばしぶどうかん）。船舶振興会の補助により完成した。
- 開館時間:午前9時から午後9時まで（JST）
- 館内
  - 2階建て
  - 延べ床面積:1,243.3m2
  - 武道（柔道・剣道・空手等）用
  - トレーニングルーム、会議室あり

### テニスコート
正式名は鳥羽中央公園テニスコート（とばちゅうおうこうえんテニスコート）。
- 開場時間:午前9時から午後5時まで（JST）
- コート
  - 総面積:3,621.3m2
  - クレイコート4面

### 相撲場

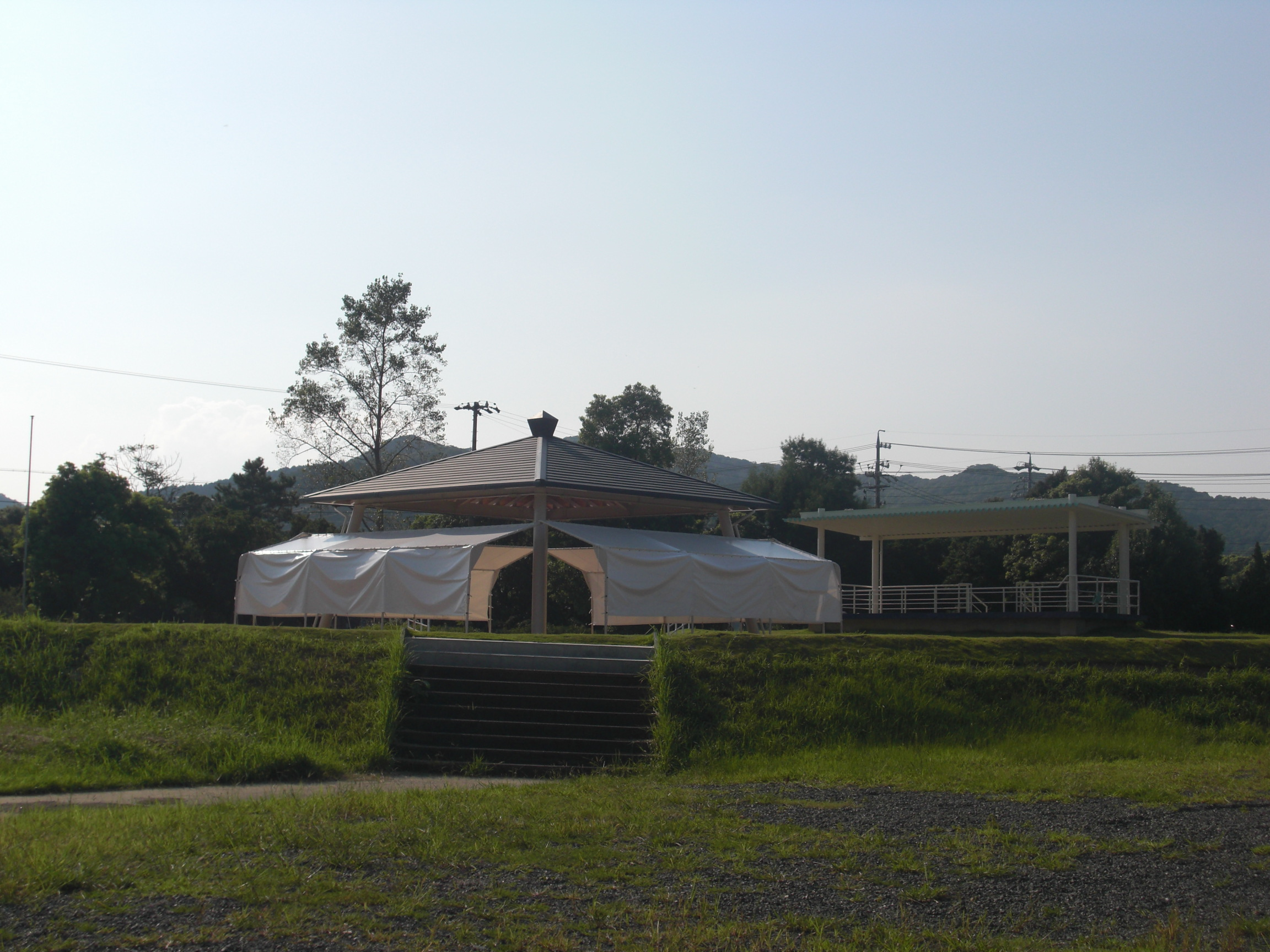
相撲場

正式名は鳥羽中央公園相撲場（とばちゅうおうこうえんすもうじょう）。
- 開場時間:午前9時から午後5時まで（JST）
- 場内
  - 総面積:1,256m2

### プール

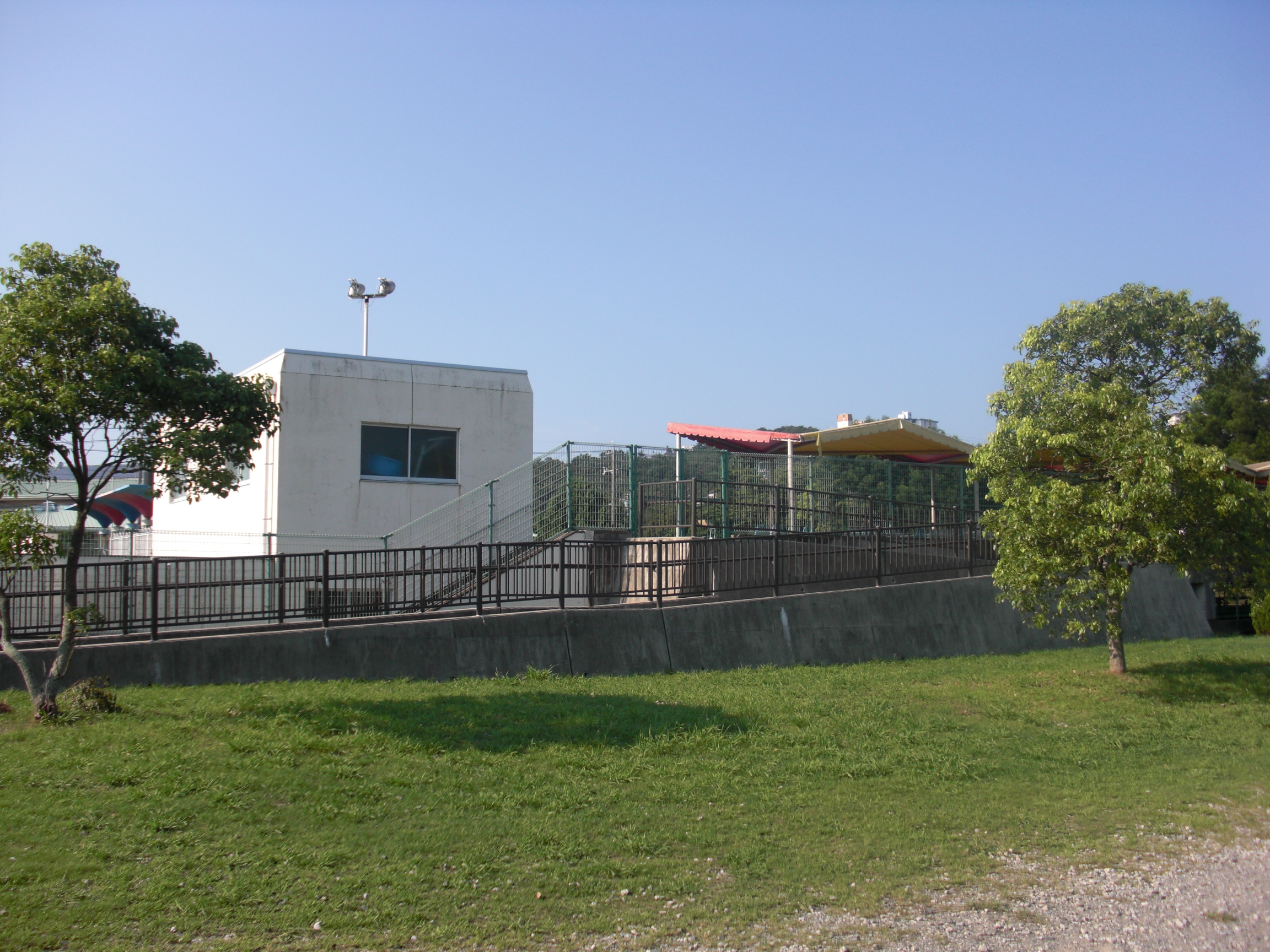
水泳プール

正式名は鳥羽中央公園水泳プール（とばちゅうおうこうえんすいえいプール）。
- 開設日:7月1日から8月31日まで
- 開場時間:午前9時から午後5時まで（JST）
- 場内
  - 50mプール:水深1.1m - 1.3m
  - 幼児用プール:水深0.3m - 0.6m

### グラウンド

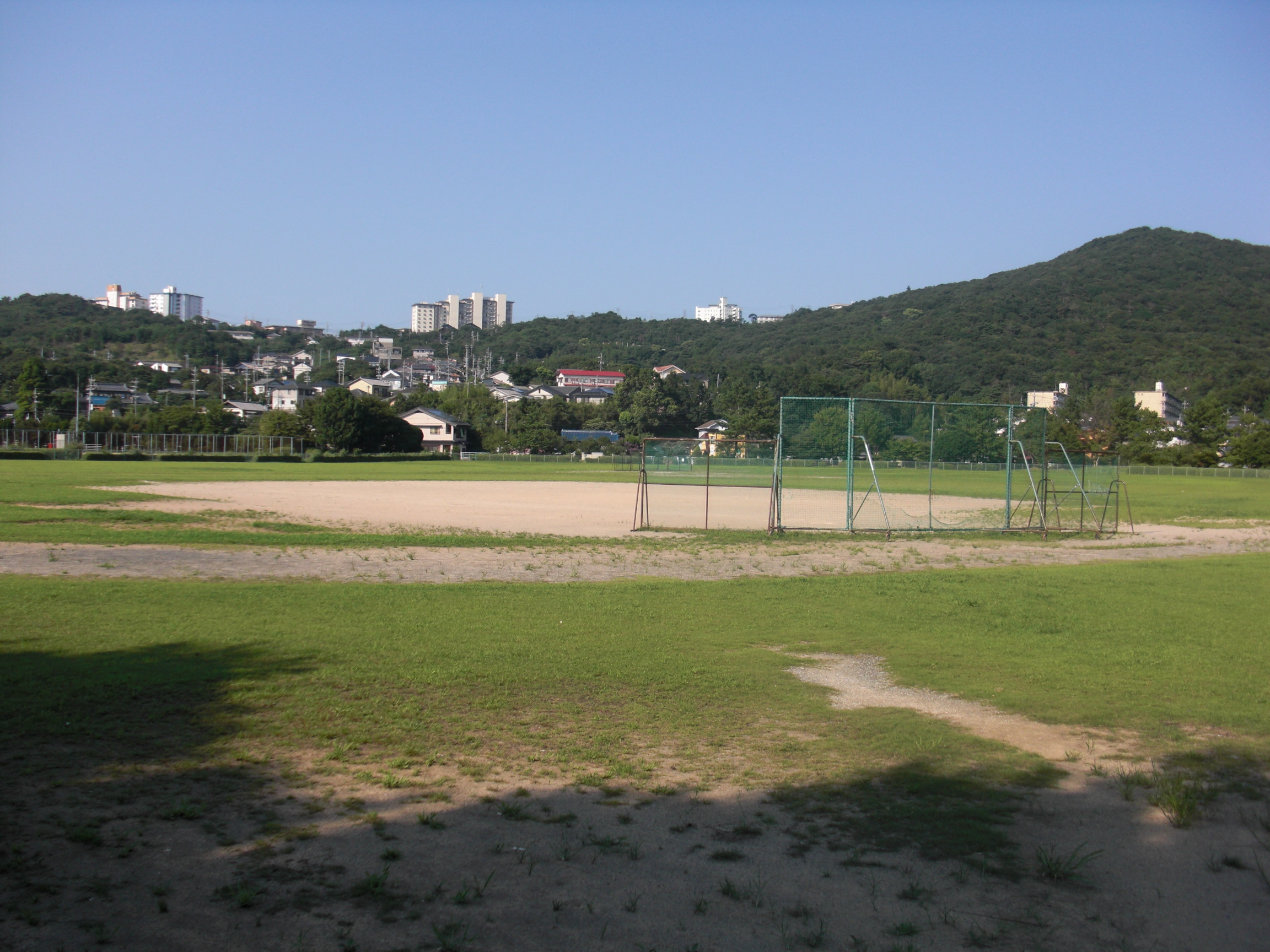
多目的グラウンド

正式名は鳥羽中央公園多目的グラウンド（とばちゅうおうこうえんたもくてきグラウンド）。陸上競技場としても紹介されている が、実際の陸上競技大会はほとんどが三重県営総合競技場（伊勢市）で開催される。「日本一決定戦N.D.A.JAPAN CUP」（ディスクドッグ競技の大会）の会場となる。
- 開場時間:午前9時から午後5時まで（JST）
- グラウンド
  - 芝生フィールド
  - ソフトボール等に利用できる。

## 沿革
- 1969年（昭和44年）4月30日 - 鳥羽市初の都市公園として計画決定[4]。
- 1973年（昭和48年）3月 - 鳥羽市民体育館と鳥羽中央公園相撲場が完成。
- 1974年（昭和49年）11月 - 鳥羽中央公園野球場落成。
- 1977年（昭和52年）9月 - 鳥羽中央公園テニスコート完成。
- 1979年（昭和54年）9月 - 鳥羽市武道館落成。
- 1983年（昭和58年）11月 - 鳥羽中央公園陸上競技場落成。
- 1986年（昭和61年） - 伊勢防備隊の供養塔が建立される[5]。
- 1987年（昭和62年）6月 - 鳥羽中央公園水泳プール完成。
- 2007年（平成19年）4月 - 指定管理者制度導入により、財団法人鳥羽武道振興会の管理に移行。
- 2018年（平成30年）12月 - 旧体育館が老朽化により耐震基準を満たさないとして閉鎖[1]。
- 2020年（令和2年）5月 - 新体育館が完成し供用開始（完成式は11月に実施）[1]。

## 主な開催試合
- 鳥羽志摩中学校体育連盟主催の大会
- 鳥羽市民運動会
- 日本一決定戦N.D.A.JAPAN CUP（ディスクドッグ競技）[6]
- ぎゅーとら杯柔道大会
- 全国高等学校総合体育大会相撲競技（1983年）[7]
- 平成19年国民体育大会東海ブロック大会（フェンシング）

## 交通
- 伊勢二見鳥羽ライン鳥羽出口から国道42号・167号経由、車で約10分。
  - 三重県道750号阿児磯部鳥羽線沿線
  - 駐車場：50台
- JR・近鉄鳥羽駅よりかもめバス（鳥羽市コミュニティバス）石鏡または国崎行き乗車、図書館バス停下車、徒歩すぐ。
- 近鉄志摩赤崎駅下車、徒歩15分（約1.3 km）。

## 周辺
- 鳥羽ショッピングプラザハロー
- 鳥羽市立図書館
- 三重県立鳥羽高等学校
- 鳥羽市立鳥羽東中学校
- 鳥羽市民の森公園